# Molossus molossus
Molossus molossus är en fladdermusart som först beskrevs av Peter Simon Pallas 1766.  Molossus molossus ingår i släktet Molossus och familjen veckläppade fladdermöss. IUCN kategoriserar arten globalt som livskraftig.
Inga underarter finns listade i Catalogue of Life. Wilson & Reeder (2005) skiljer mellan 7 underarter.
Arten blir med svans 99 till 104 mm lång, svanslängden är 36 till 41 mm och vikten varierar mellan 13 och 18 g. Molossus molossus har 8 till 12 mm långa bakfötter, 11 till 13 mm långa öron och 38 till 40 mm långa underarmar. Den lena pälsen har en mörkbrun färg med hår som är ljusare nära roten. Fladdermusens öron är på hjässan sammanlänkade med varandra. Liksom hos andra släktmedlemmar är svansens bakre halva inte inbäddad i den del av flygmembranen som ligger mellan bakbenen. I sällsynta fall iakttas exemplar med vit päls (albino). I varje käkhalva förekommer bara en framtand.
Denna fladdermus förekommer i Central- och Sydamerika. Utbredningsområdet sträcker sig från norra Mexiko till norra Argentina. Arten förekommer även på de flesta västindiska öar. Habitatet varierar och arten hittas ofta i kultiverade regioner. Individerna vilar bakom stora blad.
I Västindien använder Molossus molossus även byggnader, bergssprickor och trädens håligheter som viloplats. Vanligen bildas flockar med 10 till 20 medlemmar och ibland förekommer kolonier med upp till 5000 individer. Denna fladdermus har två aktivitetstider, den första från skymningen till midnatt och den andra senare under natten. Individerna söker vanligen nära gömstället efter föda som utgörs av insekter. De hittar sina byten med hjälp av ekolokalisering. Honor kan ha en eller två kullar per år och per kull föds en unge.